# 星野文月
星野 文月（ほしの ふづき、1993年7月20日 - ）は日本の作家、エッセイスト、ライター。

## 来歴
長野県諏訪郡富士見町出身。法政大学文学部を卒業後、一般企業に就職し、OLをしつつ、執筆活動を始める。2019年、百万年書房から当時の恋人が脳梗塞で倒れてからの日々を綴った私小説『私の証明』を刊行しデビュー。2020年12月、東京都杉並区から長野県松本市に移住。2022年11月、東京を離れたことを契機に綴られたエッセイ集『プールの底から月を見る』を刊行。
2025年5月、年始から半年間、うまくいかない日々の中で心の動きを綴った日記をまとめた『不確かな日々』がひとりごと出版から刊行。「今の私とって日記を書き続けることは、未来の自分に対する祈りのような行為だ」（版元HPより）

## 人物
本名をよくペンネームと間違えられることがある。
コロナ期間中はやることがなかったため目の前にあったペットボトルをスケッチして過ごしていた。
ハロー!プロジェクトのファンであり、2020年ニコニコ生放送で和田彩花と生電話で話した際に今晩のおかずを聞かれたことがある。
骨が弱く、過去に5回骨折をしている。

## 著書
- 『私の証明』（百万年書房 2019年）ｰ 私小説。
- 『プールの底から月を見る』（SW 2022年）ｰ　エッセイ集。
- 『取るに足らない大事なこと』（ひとりごと出版 2024年）ｰ 加藤大雅、神岡真拓との共著
- 『もう間もなく仲良し』（BREWBOOKS 2024年）ｰ 尾崎大輔、小原晩との共著
- 『不確かな日々』（ひとりごと出版 2025年）-私小説。